# First Lady

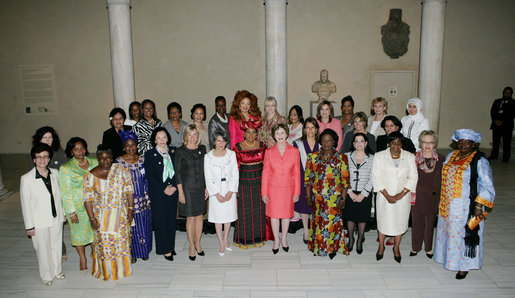
Internationale First Ladys im Metropolitan Museum of Art in New York (2008)

First Ladys der USA anlässlich der National Garden Gala A Tribute to America's First Ladies (1994, v. l. n. r.):
Nancy Reagan, Lady Bird Johnson, Hillary Clinton, Rosalynn Carter, Betty Ford, Barbara Bush

First Lady (englisch; etwa „Erste Dame [im Staat]“) ist der Titel der Ehefrau eines Staats- oder (seltener) Regierungsoberhaupts in zahlreichen englischsprachigen Staaten; teilweise wird er als offizielle Amtsbezeichnung geführt.
In einigen Ländern wurde die Bezeichnung in die Landessprache übersetzt, so wird etwa in spanischsprachigen Staaten oft von der Primera Dama gesprochen, in frankophonen Ländern von der Première dame. Im Deutschen ist auch die Bezeichnung Präsidentengattin oder Kanzlergattin gebräuchlich. Das männliche Pendant der First Lady ist der First Gentleman.
Für die Ehefrau eines Vize- oder (seltener) Regierungsoberhaupts ist zudem der Begriff Second Lady (etwa Second Lady der Vereinigten Staaten) gebräuchlich. Das männliche Pendant ist Second Gentleman.

## Begriffsverwendung
Manchmal bezeichnet der Begriff First Lady auch die Frau eines regional höchsten Politikers. In Ländern, in denen der Regierungschef eine gewichtigere Rolle als das Staatsoberhaupt spielt, wird der Begriff auch oft für die Frau des ersteren verwendet. First Ladys übernehmen an der Seite ihrer Männer diplomatische Aufgaben, indem sie Beziehungen zu den Familien und Ehepartnern anderer Staatsoberhäupter pflegen. Bei Staatsbesuchen wird für die First Ladys häufig ein „Damenprogramm“ veranstaltet.
Einige First Ladys griffen auch aktiv in die Politik ihrer Länder ein. Bekannte Beispiele sind Eleanor Roosevelt oder Eva Perón. Hillary Clinton bewarb sich um die Nominierung der Demokratischen Partei zur Präsidentschaftswahl 2008, scheiterte aber in den Vorwahlen knapp an Barack Obama. Für die Präsidentschaftswahl 2016 wurde sie als Präsidentschaftskandidatin der Demokratischen Partei nominiert, scheiterte aber dieses Mal an Donald Trump.
Cristina Fernández de Kirchner kandidierte ebenfalls für das höchste Staatsamt. Sie wurde am 28. Oktober 2007 gewählt und hat ihren Ehemann Néstor Kirchner am 10. Dezember 2007 im Präsidentenamt abgelöst. In seltenen Fällen hat die Ehefrau eines Staatsoberhaupts auch ein offizielles Regierungsamt inne. So war Margot Honecker von 1963 bis 1989 Ministerin für Volksbildung, während ihr Ehemann Erich Honecker von 1976 bis 1989 als Staatsratsvorsitzender das höchste Amt in der DDR bekleidete.
In Monarchien wird die Bezeichnung höchstens für die Frau des Regierungschefs gebraucht. Die Ehefrau eines Monarchen übernimmt üblicherweise die weibliche Form seines Titels, z. B. Königin oder Fürstin.

### Vereinigte Staaten
Obwohl es sich in den Vereinigten Staaten bei der First Lady im Allgemeinen um die Ehefrau des US-amerikanischen Präsidenten handelt, bezeichnet der Begriff formell die Gastgeberin im Weißen Haus. Bei US-Präsidenten, die ledig, verwitwet oder geschieden waren, übernahmen andere weibliche Familienmitglieder die Rolle der First Lady – Schwestern, Töchter, Nichten und Schwiegertöchter. Bei Proben zu Repräsentationsveranstaltungen wird für die Position der First Lady die Abkürzung FLOTUS (First Lady of the United States) verwendet. Als Second Lady wird die Frau des Vizepräsidenten der Vereinigten Staaten bezeichnet.

### Deutschland

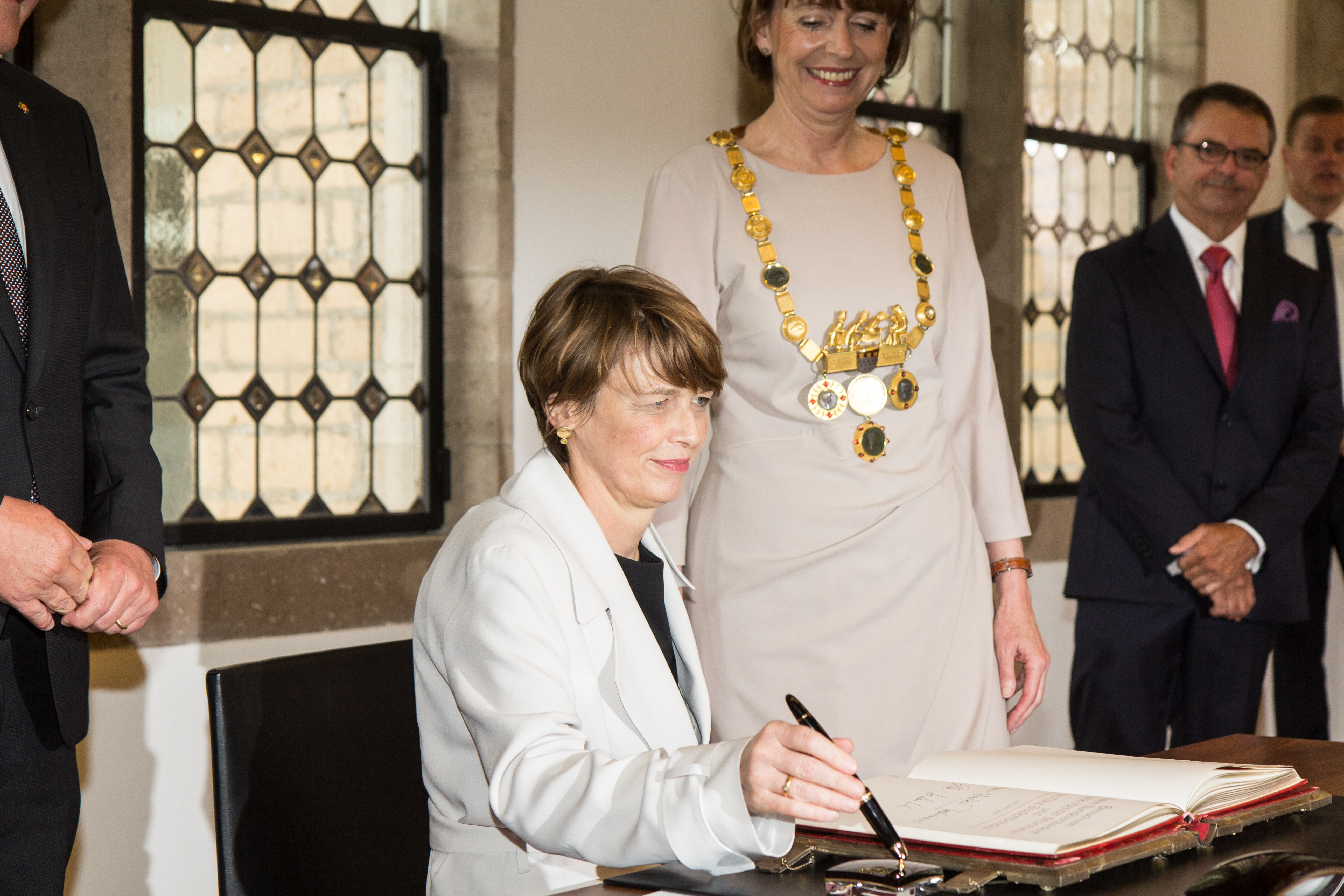
Seit dem 19. März 2017 ist Elke Büdenbender (sitzend) die First Lady Deutschlands

Als First Lady oder Präsidentengattin bezeichnet man in Deutschland umgangssprachlich die Partnerin des Bundespräsidenten der Bundesrepublik Deutschland. Obwohl das Amt und die Bezeichnung First Lady im Grundgesetz keine Erwähnung finden und somit de jure nicht existieren, hat sich beides etabliert. So bezeichnete zum Beispiel der damalige Bundestagspräsident Norbert Lammert in seiner Rede zur Vereidigung von Frank-Walter Steinmeier am 22. März 2017 die Lebens- bzw. Ehepartnerinnen von Joachim Gauck und Steinmeier, Daniela Schadt und Elke Büdenbender, als First Ladys.
In Deutschland bezieht sich First Lady nicht zwingend auf die Ehepartnerin des Bundespräsidenten, sondern kann auch die aktuelle Lebenspartnerin beschreiben. So wurde auch die Partnerin von Bundespräsident Gauck, Daniela Schadt, als First Lady bezeichnet und nicht seine Ehefrau Gerhild Gauck, von der er zwar getrennt lebt, aber nicht geschieden wurde. Im Falle des Bundeskanzlers Konrad Adenauer galt auch seine Tochter Libet Werhahn als First Lady, da seine Ehefrau zum Zeitpunkt seiner Kanzlerschaft bereits verstorben war. Eine ähnliche Rolle übernahm Theodor Heuss’ Schwägerin Hedwig, nachdem seine Gattin Elly Heuss-Knapp während seiner Amtszeit verstorben war.

### Weitere Staaten
- Liste der First Ladys Gambias
- Liste der Ehepartner des namibischen Präsidenten
- Liste der First Ladys von Sierra Leone

### Länder mit Polygamie: Beispiel Gambia
Auch wenn der ehemalige gambische Staatspräsident Yahya Jammeh mit zwei Frauen verheiratet ist, trug gemäß dem Protokoll nur eine, Zineb Jammeh, den Titel „First Lady“. Bei dem Regierungswechsel erklärte am 24. Januar 2017 Präsident Adama Barrow, der ebenfalls mit zwei Frauen verheiratet ist, dass seine erste Frau Fatoumatta Bah-Barrow die First Lady des Landes ist.

## Männliches Pendant
Es hat sich bislang kein fester Begriff für den Ehegatten eines nichtadligen Staatsoberhauptes etabliert. Bei Königinnen ist das Pendant der Prinzgemahl.
Im Zusammenhang mit der Wahl Angela Merkels zur ersten Bundeskanzlerin Deutschlands wurde deren Mann Joachim Sauer von verschiedenen Medien als First Husband bezeichnet.
In den Vereinigten Staaten finden sich die Bezeichnungen First Gentleman und First Spouse. Letztere wurde bei der zunächst aussichtsreichen Bewerbung Hillary Clintons als Kandidatin für die Präsidentschaftswahlen 2016 ins Spiel gebracht. Das wäre, im Falle eines Wahlsieges, ihr Gatte Bill Clinton gewesen. 2021 wurde Kamala Harris die erste Vizepräsidentin. Für ihren Ehemann Douglas Emhoff wurde die Bezeichnung Second Gentleman etabliert.
Auf den Philippinen, deren politisches System sich eng an das amerikanische Vorbild anlehnt und wo das Präsidentenamt bereits wiederholt von Frauen bekleidet wurde, ist als männliches Pendant zur First Lady der First Gentleman in Gebrauch.